# Camarhynchus psittacula
El pinzón de Darwin lorito, pinzón arbóreo grande o pinzón de Darwin insectívoro grande (Camarhynchus psittacula) es una especie de ave paseriforme de la familia Thraupidae perteneciente al género Camarhynchus. Es endémico de las islas Galápagos en Ecuador. Pertenece al grupo denominado pinzones de Darwin. 

## Distribución y hábitat
Se encuentra diseminado en varias de las islas del archipiélago y habita especialmente en selvas húmedas montanas, puede bajar durante la temporada seca; en altitudes entre 300 y 700 m.

## Sistemática

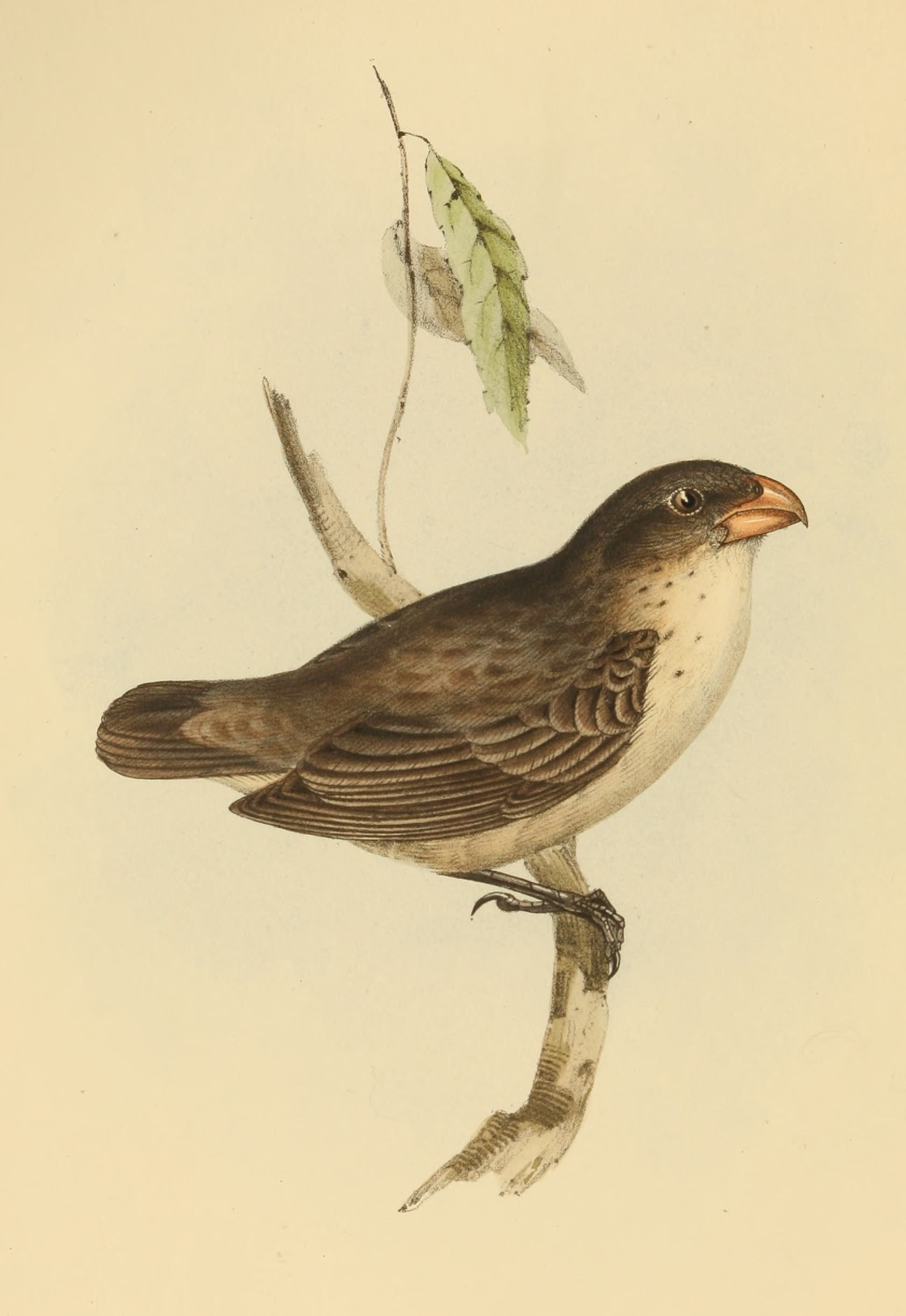
Camarhynchus psittaculus, ilustración en Gould The zoology of the voyage of H.M.S. Beagle, 1839.

### Descripción original
La especie C. psittacula fue descrita por primera vez por el naturalista británico John Gould en 1837 bajo el mismo nombre científico; su localidad tipo es: «Islas Galápagos, Ecuador».

### Etimología
El nombre genérico masculino Camarhynchus se compone de las palabras del griego «kamara»: arco, cúpula, y «rhunkhos»: ‘pico’; y el nombre de la especie psittacula, es un diminutivo de la palabra latina psittacus, que significa ‘loro, cotorra, papagayo’.

### Taxonomía
Un estudio filogenético de los pinzones de Darwin de Lamichhaney et al. (2015) que analizó 120 individuos representando todas las especies y dos parientes próximos reveló discrepancias con la taxonomía actual basada en fenotipos. Una de las conclusiones es que las especies del género Camarhynchus están embutidas dentro del género Geospiza. Una solución sería sinonimizar este género con Geospiza, solución ya adoptada por Aves del Mundo (HBW) y Birdlife International (BLI); en estas clasificaciones la presente especie pasa a denominarse Geospiza psittacula.

### Subespecies
Según las clasificaciones del Congreso Ornitológico Internacional (IOC) y Clements Checklist/eBird v.2019 se reconocen tres subespecies, con su correspondiente distribución geográfica:
- Camarhynchus psittacula affinis Ridgway, 1894 – islas Isabela y Fernandina.
- Camarhynchus psittacula habeli P.L. Sclater & Salvin, 1870 – islas Pinta y Marchena.
- Camarhynchus psittacula psittacula Gould, 1837 – islas Seymour, Barrington, Santa Cruz, Floreana, Pinzón, Rábida y Santiago.